# Espira-de-Conflent
Espira-de-Conflent är en kommun i departementet Pyrénées-Orientales i regionen Occitanien i södra Frankrike. Kommunen ligger i kantonen Vinça som tillhör arrondissementet Prades. År 2022 hade Espira-de-Conflent 220 invånare.

## Befolkningsutveckling
Antalet invånare i kommunen Espira-de-Conflent
| Referens: INSEE |